# Luca Giacomelli Ferrarini
Luca Giacomelli Ferrarini, né à Villafranca di Verona le 20 mars 1983, est un acteur, ténor et metteur en scène italien principalement actif dans le domaine de la comédie musicale.

## Biographie

### Formation
Encouragé par sa mère, la soprano Alida Ferrarini (it), Luca Giacomelli Ferrarrini commence ses études musicales dès l'âge de huit ans.
Il obtient un diplôme spécialisé dans le théâtre et les arts scéniques au Gymnasium Theatrale Fondazione G. Toniolo de Vérone en 2005. Il est ensuite diplômé de l'Académie des Beaux-Arts de Vérone en 2008, filière scénographie et costumes.
Il s'installe à Milan pour intégrer l'Académie des Arts du Spectacle fondée par Saverio Marconi. Il Il étudie la danse avec Gail Richardson et Daniela Gorella. En parallèle de ses études à Milan, il fait ses débuts à l'école d'art dramatique Paolo Grassi et joue dans Lo zoo di vetro de Tennessee Williams, mis en scène par Marco Iacomelli.

« Chaque fois que je rentre dans un théâtre et que je monte sur scène, j'ai des papillons dans le ventre - y compris lorsque je fais le même spectacle depuis plusieurs mois. A chaque fois, c'est comme si c'était la première et je ressens cette émotion qui me laisse à croire que oui, c'est le métier que je veux faire ! »

— Luca Giacomelli Ferrarini

### Carrière sur scène
En 2010, il est choisi par Saverio Marconi pour jouer dans la production italienne de Cats, la comédie musicale culte d'Andrew Lloyd Webber.
Courant 2012, il intègre la distribution de Titanic, il racconto di un sogno, un spectacle commémorant le centenaire du naufrage, écrit par Cristiano Alberghini, composé par Ennio Morricone et mis en scène par Federico Bellone.

### Révélation dansRomeo e Giulietta, ama e cambia il mondo
L'année suivante, il incarne Mercutio dans Romeo e Giulietta, ama e cambia il mondo de Gérard Presgurvic et Giuliano Peparini, produit par David Zard. Il définit le personnage comme « irrévérencieux, extraverti et excessif mais aussi doux, lunaire et fragile ». La scène de sa mort, qui donne lieu à un baiser désespéré entre Mercutio et Roméo, constitue à son sens le point final parfait à leur relation : « Je suis convaincu que la relation entre [eux] est la suivante : un amour absolu capable d'arracher la vie [...]. Ce baiser, alors qu'il est sur le point de mourir, est à son sens le seul geste plausible à ce moment-là, le seul lien avec cette vie qui lui a permis d'exister aux côtés de son seul véritable ami ». Ce rôle aux multiples facettes lui vaut une certaine notoriété et sa prestation est largement encensée par le public comme la presse. Il lui permet de décrocher le Prix National Sandro Massimini 2015 ; l'Associazione Internazionale dell'Operetta loue « son immense savoir-faire et son talent naturel » ainsi que son assiduité et son érudition.

« [Ma mère m'a appris] à aimer l'art, la beauté de la vie et toutes ces petites choses, humbles et silencieuses, mais profondes comme la mer [...]. Je lui dédie mon Mercutio. »

— Luca Giacomelli Ferrarini

### Confirmation et première création
Par la suite, il alterne entre les pièces de théâtre, les comédies musicales et les opéras. Il est notamment à l'affiche de Turandot, mis en scène par Franco Zeffirelli, et de La Congiura, à l'Opéra de Florence. Il figure dans plusieurs productions majeures comme Fame, West Side Story et Processo a Pinocchio. Sa performance dans Next To Normal est particulièrement louée, la presse vantant « un rôle sur mesure », un jeu « passionnant », une « présence palpitante » et une « grande énergie interprétative ».
De 2019 à 2020, il interprète le jeune premier Anthony Hope dans la production italienne de Sweeney Todd, dirigée par Claudio Insegno. Les représentations sont suspendues en raison du COVID-19 puis définitivement annulées.
Fin 2021, il est annoncé pour un concert hommage à Disney, inCANTO, où il reprend notamment les chansons phares de Pinocchio, La Petite Sirène, La Belle et la Bête, Vaiana, Mary Poppins ou encore La Reine des Neiges.
Il remonte sur les planches en 2022 au Teatro Sistina de Rome, où il renoue avec Cats. Il campe cette fois le rôle de Rum Tum Tugger aux côtés de Malika Ayane (Grizabella). Cette même année, le 31 mai, il présente sa première œuvre inspirée par la vie du Maestro Giacomo Puccini : Nessun Dorma. Epaulé par Marco Spatuzz à la composition, il écrit et met en scène ce spectacle musical dont il tient en outre l'un des six rôles principaux.
En 2023, suivant la tradition instaurée par le comédien Michael O’Haughey, il campe la journaliste Mary Sunshine dans Chicago.

## Performances scéniques

### Spectacles
- 2007 : Nabucco : ensemble
- 2009 - 2010 : Lo zoo di vetro : Tom Wingfield
- 2010 / 2011 : Turandot : Le Prince de Perse
- 2010 - 2011 : Cats : Macavity/Platone
- 2011 - 2012 : Happy Days : Richie Cunningham
- 2012 - 2013 : Titanic, il racconto di un sogno : John O'Donnell
- 2013 - 2016 / 2018 : Romeo e Giulietta, ama e cambia il mondo : Mercutio
- 2014 - 2018 : Processo a Pinocchio : Beppe
- 2015 - 2016 : Next to Normal : Gabe Goodman
- 2016 / 2019 : Fame : Nick Piazza
- 2016 / 2017-2019: West Side Story : Tony
- 2017 : La Congiura : Giuliano di Medici
- 2019 - 2020 : L'Ascensore : Mark Green
- 2019 - 2020 : Sweeney Todd : Anthony Hope
- 2022 : Nessun Dorma : Michele Donati
- 2022 : Mass : Le chanteur de rue
- 2022 : Cats : Rum Tum Tugger
- 2023 : Chicago : Miss Mary Sunshine

### Concerts
- 2015 / 2017 : Follie avec Cristian Ruiz
- 2016 : Follie per Alida avec Cristian Ruiz
- 2016 - 2017 : Alt in tour
- 2017 : Zerovskij, solo per amore
- 2018 : National Yacht Club
- 2018 : West Side Story, concerti
- 2022 : InCanto
- 2023 : Follie di Broadway avec Cristian Ruiz, Giulia Fabbri et Francesca Longhin

## Discographie
- 2013 : Romeo e Giulietta, ama e cambia il mondo
- 2015 : Next to Normal
- 2016 : Processo a Pinocchio

## Captations sorties en DVD
- 2007 : Nabucco - enregistrement aux Arènes de Vérone
- 2010 : Turandot - enregistrement aux Arènes de Vérone
- 2013 : Romeo e Giulietta, ama e cambia il mondo - enregistrement aux Arènes de Vérone
- 2017 : Alt in tour - enregistrement au Mediolanum Forum

## Récompenses (sélection partielle)
- 2015 : Prix National Sandro Massimini
- 2016 : Prix Arenzano Media Show
- 2017 : Prix Musical des Pouilles
- 2020 : Prix Calici di Stelle David Zard